# Norma Šerment
Norma Šerment (1957., Zagreb), hrvatska književnica.

## Životopis
Norma Šerment rođena je 1957. u Zagrebu. Diplomirala je hrvatski jezik i književnost na Filozofskom fakultetu u Zagrebu. Objavljivala je priče u Poletu, Quorumu, Siriusu i Večernjem listu. Živi i radi u zagrebačkoj četvrti Dubrava.

## Djela
- Izlet sa Sai babom (1996.)
- Adrijanin vrt (2012.)
- Glazbena kutijica (2015.)